# Multai
Multai är en ort i Indien.   Den ligger i distriktet Betūl och delstaten Madhya Pradesh, i den centrala delen av landet, 800 km söder om huvudstaden New Delhi. Multai ligger 758 meter över havet och antalet invånare är 22 029.
Terrängen runt Multai är platt. Runt Multai är det ganska tätbefolkat, med 149 invånare per kvadratkilometer. Det finns inga andra samhällen i närheten. Trakten runt Multai består till största delen av jordbruksmark.